# Bernhard Faith Ell
Sofus Bernhard Faith Ell, född 22 augusti 1874 i Snöstorps socken, död 22 augusti 1958 i Spånga, var en svensk kabeltekniker. Han var bror till Zacha Faith-Ell och farbror till Age Faith-Ell
Bernhard Faith Ell var son till godsägaren Christoph Andresen Ell. Efter studier vid Tekniska elementarskolan i Borås var han anställd vid Siemens tekniska byrå i Stockholm, där han biträdde vid anläggandet av Borås stads elektricitetsverk 1894–1895 och vidareutbildade sig därefter som elektrotekniker i Sankt Petersburg 1895–1900, i Tyskland 1900–1901 och i USA 1902–1910. Faith Ell var 1910–1939 teknisk ledare och överingenjör vid Max Sieverts fabriks AB, Sieverts kabelverk i Sundbyberg, där han från 1939 arbetade som konsulterande ingenjör. Han kom särskilt att uppmärksammas för en för sin tid djärv kabelnedläggning i Sørfjorden i Norge 1918, då en starkströmskabel utlades på det ovanliga djupet av 360 meter. 1934 utarbetade Faith Ell planen för kabeldragning mellan Norge och Danmark och vidare till Tyskland med hjälp av likströmskablar på 500.000 volt. Han var ordförande i Svenska ingenjörsföreningen i Worcester 1908–1910, blev hedersledamot i Elektroingenjörsföreningen Omega i Trondheim 1926, var från 1932 ledamot av styrelsen för Institutet för högspänningsforskning och blev 1935 hedersledamot i Elektroingenjörsföreningen vid Danmarks tekniska Høiskole 1935. Bland Faith Ells skrifter märks främst Världens första starkströmskabel på 360 meter djup (i Daedalus 1931) och Kabelteknikens historia (del 1, 1935).